# Петър Динчев
Пеньо (Петър) Динчев е български политик, член на Народнолибералната партия.

## Биография
Роден е през 1857 г. в село Любеново, тогава в Османската империя, сега квартал на Първомай. Получава основно образование в росното си село и прогимназиално в Чирпан, след което заминава за Прага и учи в класическия отдел на местната гимназия. 
Завръща се в България и става учител в Чирпанското класно училище, взимайки активно участие в движението за Съединението. След това напуща учителството и заминава за Брюксел, където учи право и взема с докторат през 1887 г.
След завръщането си в България става прокурор при Кюстендилския окръжен съд, но скоро напуща и се установява като адвокат в Хасково, където се включва активно в дейността на местното бюро на Либералната партия. През 1896 г. се премества за адвокат в Бургас и отново е сред активните членове и основни организатори на Либералната партия.
През 1913 г. се премества в София, след като приема пост в кабинета на Васил Радославов. В периода 17 юли- 6 октомври 1913 г. е министър на обществените сгради, пътищата и благоустройството, а от 23 септември 1913 г. – става министър на земеделието.
Между 1914 и 1919 г. е народен представител в Седемнадесетото Обикновено народно събрание. 
Арестуван заедно с всички министри от двата кабинета на Радославов през 1919 г. Делото приключва едва през март 1923 година, когато е осъден от Третия държавен съд на доживотен затвор. Осободен е през зимата на 1925 г. 
Умира на 12 август 1925 година от кръвоизлив на язва по време на частно посещение в Цариград.